# 1976 en els vols espacials
Aquest article és una llista d'esdeveniments de vols espacials relacionats que es van produir el 1976.

## Llançaments
| Data i hora (UTC)       | Coet | Coet                      | Plataforma de llançament             | Plataforma de llançament             | LSP                     | LSP                     |
| ----------------------- | --- | ------------------------- | ------------------------------------ | ------------------------------------ | ----------------------- | ----------------------- |
| Data i hora (UTC)       | Càrrega útil | Operador                  | Òrbita                               | Funció                               | Deteriorament (UTC)     | Resultat                |
| Data i hora (UTC)       | Comentaris |                           |                                      |                                      |                         |                         |
| 22 de juny 18:04:00     | Unió Soviètica - Proton-K                                                                                                   | Unió Soviètica - Proton-K | Unió Soviètica - Baikonur Site 81/23 | Unió Soviètica - Baikonur Site 81/23 | Unió Soviètica          | Unió Soviètica          |
| 22 de juny 18:04:00     | Unió Soviètica - Salyut 5 (Almaz OPS-3)                                                                                     |                           | Terrestre Baixa                      | Estació espacial                     | 8 d'agost 1977          | Reeixit                 |
| 22 de juny 18:04:00     | Visitat per tres tripulacions, dels quals, un va fallar                                                                     |                           |                                      |                                      |                         |                         |
| 6 de juliol 12:08:45    | Unió Soviètica - Soiuz | Unió Soviètica - Soiuz    | Unió Soviètica - Baikonur Site 1/5   | Unió Soviètica - Baikonur Site 1/5   | Unió Soviètica          | Unió Soviètica          |
| 6 de juliol 12:08:45    | Unió Soviètica - Soiuz 21                                                                                                   |                           | Terrestre Baixa (Salyut 5)           | Expedició a la Salyut                | 24 d'agost 18:32:17     | Error parcial de missió |
| 6 de juliol 12:08:45    | Vol tripulat amb dos cosmonautes. Vol final del Soiuz 11A511, va tornar abans d'hora a causa de la feblesa de la tripulació |                           |                                      |                                      |                         |                         |
| 15 de setembre 09:48:30 | Unió Soviètica - Soiuz-U | Unió Soviètica - Soiuz-U  | Unió Soviètica - Baikonur Site 1/5   | Unió Soviètica - Baikonur Site 1/5   | Unió Soviètica          | Unió Soviètica          |
| 15 de setembre 09:48:30 | Unió Soviètica - Soiuz 22                                                                                                   |                           | Terrestre Baixa                      | Expedició a la Salyut                | 23 de setembre 07:40:47 | Reeixit                 |
| 15 de setembre 09:48:30 | Vol tripulat amb dos cosmonautes                                                                                            |                           |                                      |                                      |                         |                         |
| 14 d'octubre 17:39:18   | Unió Soviètica - Soiuz-U | Unió Soviètica - Soiuz-U  | Unió Soviètica - Baikonur Site 1/5   | Unió Soviètica - Baikonur Site 1/5   | Unió Soviètica          | Unió Soviètica          |
| 14 d'octubre 17:39:18   | Unió Soviètica - Soiuz 23                                                                                                   |                           | Terrestre Baixa (Destinat: Salyut 5) | Expedició a la Salyut                | 16 d'octubre 17:45:53   | Error del vehicle       |
| 14 d'octubre 17:39:18   | Vol tripulat amb dos cosmonautes, va fallar en acoblar-se amb el Salyut 5                                                   |                           |                                      |                                      |                         |                         |

## Encontres espacials
| Data (GMT)    | Nau espacial              | Esdeveniment                    | Comentaris                  |
| ------------- | ------------------------- | ------------------------------- | --------------------------- |
| 19 de juny    | Viking 1                  | Inserció en òrbita areocèntrica |                             |
| 20 de juliol  | Mòdul de descens Viking 1 | Aterrat al Chryse Planitia      |                             |
| 7 d'agost     | Viking 2                  | Inserció en òrbita areocèntrica |                             |
| 18 d'agost    | Luna 24                   | Aterrat al Mare Crisium         | Missió de recull de mostres |
| 19 d'agost    | Luna 24                   | Enlairament des de Mare Crisium | 170 grams                   |
| 3 de setembre | Mòdul de descens Viking 2 | Aterrat al Utopia Planitia      |                             |